# Вудлендский период
Вудлендский период (англ. Woodland period) — в доколумбовой хронологии Северной Америки относится ко времени примерно с 1000 г. до н. э. по 1000 г. н. э. в восточной части Северной Америки. Термин «Вудленд» утвердился в 1930-е годы. Границей его начала является окончание Архаического периода, а конца — возникновение миссисипской культуры.
Вудлендский период характеризуется медленным и постепенным, без резких скачков, развитием каменных и костяных орудий, кожаных изделий, производства тканей, культивации земли и сооружения жилищ. Некоторые вудлендские народы продолжали использовать копья и атлатли до конца периода, когда, наконец, их вытеснили луки со стрелами.
Основным технологическим достижением Вудлендского периода стало широкое распространение керамики, возникшей в позднем архаичном периоде, а также всё большее усложнение её форм и орнамента. Растущее распространение земледельческого образа жизни также означало, что на смену кочевым племенам приходят постоянные поселения, хотя окончательный переход индейцев к сельскохозяйственному образу жизни произошёл намного позднее, при миссисипской культуре.

## Ранний Вудлендский период (1000 г. до н. э. — 0 н. э.), Дептфордская фаза
Данный период, известный также как Дептфордская культура, знаменуется широким распространением керамики, что является нижней границей Вудлендского периода. Первоначально считалось, что керамика на территории Северной Америки возникла около 1000 г. до н. э., однако согласно последним исследованиям, это случилось существенно раньше — первые образцы, которые относятся к 2500 г. до н. э., обнаружены во Флориде и Джорджии. Тем не менее, поселения, где были обнаружены первые образцы керамики, во всём прочем сохраняли характеристики Архаичного периода. Таким образом, при определении нижней границы Вудлендского периода современные археологи оперируют не только керамикой, но и такими критериями, как появление постоянных поселений, сложная погребальная практика, интенсивный сбор и культивация крахмальных растений, дифференциация социальной структуры, специализированная деятельность и другие факторы. Большинство этих факторов проявляются на юго-востоке США к 1000 г. н. э. Наиболее известным примером раннего Вудлендского периода является культура Адена.
На ряде территорий, например, в Южной Каролине и в прибрежной Джорджии, дептфордская керамика встречалась вплоть до 700 г. н. э.
Большинство поселений расположено у побережья, нередко близ солёных озёр. В пищу употреблялись жёлуди и пальмовые ягоды, а также дикий виноград и хурма. Наиболее распространённой дичью был белохвостый олень (вирджинский олень). Немаловажную роль в рационе играли моллюски, известные по многочисленным мусорным кучам, обнаруженным на побережье. После 100 г. до н. э. началось сооружение погребальных курганов, что говорит об изменениях в социальной структуре (Milanich 1994).

## Средний Вудлендский период (1—500 гг. н. э.), Свифт-Крикская фаза
Культура Свифт-Крик существовала в период 1-400 гг. н. э., а аналогичная культура Санта-Роза в западной Флориде — в период 150—500 гг. н. э.
В начале среднего Вудлендского периода наблюдается переселение во внутреннюю часть континента, вдаль от побережья.
Постепенно нарастает межрегиональная торговля экзотическими материалами вплоть до того, что торговая сеть охватывает весь восток современных США. В погребальных курганах влиятельных людей обнаружены многочисленные погребальные дары из материалов неместного происхождения. Наибольшее разнообразие изделий наблюдается в регионе от Иллинойса до Огайо. В связи с тем, что в этом регионе наблюдается значительное сходство в погребальных дарах, конструкции курганов, религиозной практике и т. п., археологи пользуются объединяющим термином «Хоупвеллская традиция». Общность традиции, тем не менее, говорит скорее о сети обменов и контактов, чем о захвате и контроле столь огромной территории одним племенем, что в те времена было физически невозможно. Термин «культура Хоупвелл», популярный среди археологов ещё в середине XX века, неточен, речь идёт о нескольких связанных торговым обменом региональных культурах — Свифт-Крик, Марксвилл, Копена и др.

## Поздний Вудлендский период (500—1000 гг. н. э.)
Поздний вудлендский период — время, когда население начинает расселяться по другим территориям, хотя его количество, по-видимому, не уменьшилось. на большинство территорий резко снижается количество сооружённых погребальных курганов, а также объём торговли экзотическими материалами. В то же время лук и стрелы вытесняют копьё и атлатль. В сельском хозяйстве над другими культурами преобладают «три сестры американского континента»: кукуруза, вьющаяся фасоль и тыква. Хотя земледелие ещё не стало преобладающим видом хозяйства, как позднее, при миссисипской культуре, культивация растения становится систематической, в дополнение к сбору съедобных растений. Поздние вудлендские поселения становятся более многочисленными, однако их размер (за редкими исключениями) — меньше, чем у поселений среднего Вудлендского периода.
Причины остаются неизвестными. Историки высказывали предположения, что население увеличилось до такой степени, что торговля сама по себе уже не могла обеспечивать жителей и некоторые кланы совершали захватнические набеги на другие ради ресурсов. Согласно альтернативной точке зрения, эффективность луков и стрел в охоте могла сильно сократить поголовье крупной дичи, из-за чего крупные племена вынужденно раскололись на мелкие кланы, чтобы оптимальнее осваивать местные ресурсы, что в свою очередь снижало торговый потенциал мелких групп. Как третья возможность рассматривается наступление холодного климата, который мог погубить урожай. Наконец, сельскохозяйственные технологии могли настолько усложниться, что каждый клан мог самостоятельно обеспечить свои потребности в различных злаках, не прибегая к торговле с соседями.
По мере изоляции общин друг от друга они стали развиваться собственными уникальными путями, в связи с чем возникают многочисленные мелкие региональные культуры.
Хотя традиционно историки относят окончание позднего Вудлендского периода к 1000 г. н. э., на практике многие регионы Восточного Вудленда полностью влились в состав миссисипской культуры намного позднее. Некоторые племена на севере и северо-востоке современных США, например, ирокезы, сохраняли образ жизни, идентичный вудлендскому, вплоть до прибытия европейцев. Более того, несмотря на широкое распространение лука и стрел в Вудлендский период, в некоторых местах США население продолжало обходиться без них. Во время экспедиции Эрнандо де Сото по югу современных США в 1543 г. он отмечал, что отдельные племена были вооружены не луками, а копьями.